# Пастор Матиас Маэстро
Мемориальное кладбище «Пастор Матиас Маэстро» (исп. El Cementerio Museo General "Presbítero Matías Maestro") — исторический памятник, пантеон, расположенный в районе Барриос-Альтос исторического центра города Лима, Перу. Открыто 31 мая 1808 года. Названо в честь своего основателя, католического пастора и архитектора, Матиаса Маэстро (1766—1835). На кладбище имеется 766 гробниц и 92 монумента, установленных в XIX—XX веках в честь виднейших людей республики. Кладбище считается свидетельством прошлого и настоящего Республики Перу.

## История
Кладбище было создано в 1808 году католическим священником и архитектором Матиасом Маэстро. Было открыто 31 мая 1808 года вице-королём Перу Хосе Фернандо де Абаскалем. Первоначально создание кладбища вызвало протест среди родственников, привыкших хоронить умерших в церквях и в церковных криптах. Кладбище стало первым гражданским кладбищем в Америке.
В 1900 году был возведён мемориальный гроб в честь героев Тихоокеанской войны.
Первоначально на кладбище была построена восьмиугольная часовня, впоследствии разрушенная и известная только по старым гравюрам. Её интерьер был украшен фресками Хосе-дель-Посо, севильского художника, прибывшего с экспедицией Маласпины и поселившегося в Лиме.
После окончания работ по строительству кладбища было решено, что первым захоронением будут похороны испанского архиепископа Хуана Доминго Гонсалеса де ла Рекьера. Однако за день до открытия на строительстве погиб художник Франциско Акоста. Власти решили спрятать тело художника, пока не пройдут похороны епископа, в качестве первого захоронения, а потом уже предать земле по христианскому обряду тело Акосты.
Самое старое сохранившееся надгробие принадлежит Марии-де-ла-Крус, женщине, жившей в районе Сан Хуан де Диос, и ставшей народной святой. Она была похоронена на кладбище в 1810 году. На могилу часто приносят цветы и свечи, а также молятся святой с просьбами о помощи или прощении грехов. В то же время, некрополь привлекает магов и шаманов, которые, несмотря на усилия охраны и штрафы, здесь проводят обряды по вызову «тёмных сил» и практике чёрной магии.
4 ноября 1917 года скандал вызвала провокация, устроенная социалистом Мариатеги, во время которой воскресным утром под музыку Похоронного марша Фредерика Шопена на главной аллее танцевала в голом виде русская балерина Норка.
Проектированием памятников и мавзолеев некрополя занимались многие известные скульпторы и архитекторы — испанец Дамиан Кампени, французы Луи Эрнест Барриа, Эмиль Робер и Антонин Мерсье, итальянцы Ульдерико Тендерини, Джованни Баттиста Севаско, Пьетро Коста и Ринальдо Ринальди. Также произведения выдающихся перуанских скульпторов — погребальный памятник Санчеса Серро работы Романо Эспинозо, бронзовые скульптуры надгробия Оскара Бенавидеса работы Луиса Агурто, надгробие Элоя Уреты работы Артемио Оканье, ангел погребального памятника Франсиска Гранье авторства Альдо Росси, надгробие пастора Фрая Эдуардо Гастелю.
В настоящее время кладбище находится под управлением митрополита Лимы и университета Рикардо Пальмы. Восстановлением и инвентаризацией кладбища также занимаются советник министра по делам женщин Виржиния Борра, Данте Мендьета Флорес и профессор Альфонсо Кастрилон.

## Крипта Героев
В крипте в первом нижнем уровне нишах вдоль стен захоронены останки 234 героев сражений. В центре стоит саркофаг маршала Андреса Авелино Касереса. Также в крипте установлены пять оссуариев с останками неизвестных солдат с мест сражений — у Тарапаки и Ангамоса; у Такны и Арики; у Сан-Хуана, Чорильоса и района Мирафлореса; у Уамачуко и у Сан-Пуэбло.
Во втором нижнем уровне захоронены известные военные. Также здесь установлены 16 мраморных плит с местами сражений войн 1879 и 1883 годов.
Военно-морские кампании:
- Битва при Икике.
- Сражение за Антофагасту.
- Операция в Кальяо.
- Сражение при Ангамосе.
- Сражения «Уаскара».

Южный фронт:
- Десантная операция в Писагуа.
- Битва при Пампа Германия.
- Битва у Тарапака.
- Битва под Такной.
- Битва у Арики.

Лимский фронт:
- Битва под Сан-Хуан и Чоррильос.
- Битва под Мирафлорес.

Бренский фронт:
- Сражение за Санграр.
- Битва под Пукара.
- Сражение за Сьерралуми.
- Сражение за Сикаю.
- Бой в Чупака-Капато.
- Битва за Уарипампу.
- Бой за Антошпампу.
- Битва под Маркавалье, Пукара и Консепсьоном.
- Битва под Сан Пуэбло.
- Бой под Сан Хуан Крус.
- Бой под Уамачуко.

## Список захоронений (частичный)

### Президенты республики
- Хосе де ла Рива Агуэро, первый президент
- Хосе Бернардо де Талье, маркиз де Торро Талье
- Хосе де ла Мар
- Августин Гамарра
- Антонио Гутьеррес де ла Фуэнте
- Мануэль Саласар-и-Бакихано
- Педро Пабло Бермудес
- Филипе Сантьяго Салаверри
- Хуан Крисостомо Торрико Гонсалес
- Доминго Элиас
- Хуан Антонио Песет
- Хусто Фигерола
- Мануэль Менендес
- Хуан Мануэль дель Мар
- Рамон Кастилья
- Хосе Мария Райгада
- Мануэль Игнасио де Виванко
- Хосе Руфино Эченике
- Хосе Бальта
- Мигель де Сан-Роман
- Мануэль Пардо
- Мариано Игнасио Прадо
- Николас де Пьерола
- Лисардо Монтеро Флорес (Крипта Героев)
- Мигель Иглесиас (Крипта Героев)
- Ремихио Моралес Бермудес (Крипта Героев)
- Хустиниано Боргоньо (Крипта Героев)
- Андрес Авелино Касерес (Крипта Героев)
- Мануэль Кандамо Ириарте
- Хосе Пардо-и-Барреда
- Гильермо Энрике Биллингхурст Ангуло
- Аугусто Бернардино Легия-и-Сальседо
- Луис Мигель Санчес Серро
- Оскар Бенавидес
- Мануэль Прадо и Угартече
- Рикардо Перес Годой

### Политики
- Висенте Рокафуэрте.
- Франсиско Хосе Эгигурен Эскудеро.
- Эдгардо Соане Корралес.
- Виктор Ларсо Эррера.
- Анита Фернандини де Наранйо.
- Пио де Тристан.
- Хавьер Диас Кансеко.
- Луис Альберто Флорес Медина.
- Хосе Гальвес Барренечеа.
- Хосе Мигуэль Медина.

### Учёные
- Хосе де ла Рива Агуэро и Осма.
- Мариано Фелипе Паз Солдан
- Антонио Раймонди
- Даниэль Альсидес Каррион Гарсия
- Каэтано Гередия

### Военные
- Альфонсо Угарте
- Альфредо Родригес Бальон
- барон Клементе Альтгаус фон Гессен
- Мариано Некочеа

### Писатели
- Фелипе Пардо и Альяга.
- Мануэль Аскенцио Сегура.
- Мануэль Гонсалес Прада-и-Ульоа.
- Рикардо Пальма.
- Абраам Вальделомар.
- Хосе Карлос Мариатеги.
- Хосе Сантос Чокано
- Мария Вайсс.
- Сиро Алегрия

### Художники
- Франсиско Ласо.
- Хосе Сабогал.

### Композиторы
- Фелипе Пингло Альва
- Карлос Хайре

### Архитекторы и инженеры
- Матиас Маэстро
- Эдвард Ян Хабич
- Эрнест Малиновский
- Генри Мейггс
- Мишель Трефогли
- Мануэль Пикерас Котоли

### Известные люди
- Роза Мерино
- Мануэль Фернандо Бонилла
- Микаэла Вильегас Уртадо «Перикола»
- Алехандро Вильянуэва
- Виктория Тристан де Эншенике
- Антония Морено Лейва
- Софья Бергманн де Дрейфус
- Франсиско Гранья Гарланд
- Эдмонд де Лессеп
- Эдвард Ян Габих

### Фамильные склепы
- Род Поррас Росас
- Род Ойло Пардо
- Род Осма и Пардо (Педро де Осма и Пардо, Игнасио де Осма, Хавьер де Осма)
- Род Каневаро (Сезар Каневаро Валега)
- Род Поррас (Мелитон Поррас)
- Род Аспиллага Баррера (Антеро и Рамон Аспиллага Баррера)
- Род Альбрехт
- Род де Федерико Хильбк
- Род Чопитеа Ходеберт
- Род Гильдемайстер
- Род Цорндике
- Род Миро-Кесада де ла Гуэрра (Хосе Антонио Миро-Кесада, Антонио Миро-Кесада)
- Род Аурелио Соза
- Род Хурнон

### Крипта Героев
- Хуан Буэндиа и Норьега
- Элиас Агерре Ромеро.
- Грегорио Альбарракин.
- Аурелио Гарсия и Гарсия.
- Карлос Арриета.
- Луис Герман Астете.
- Доминго Аярза.
- Мануэль Мелитон Карваял Амбулодеги.
- Ладислао Эспинар.
- Виктор Файярдо.
- Хуан Фаннинг Гарсия.
- Диего Ферре Соса.
- Альфредо Мальдонадо.
- Бонавентура Мендоса.
- Хуан Гильермо Море.
- Леонор Ордонез.
- Энрике Паласиос де Мендибуру.
- Леонсио Прадо Гутьеррес.
- Исаак Рекаверрен.
- Педро Руис Галло.
- Франсиско де Паула Секадо.
- Педро Сильва Гиль.
- Белисарио Суарес.
- Альфонсо Угарте.
- Рамон Варгас Мачука.
- Мануэль Виллависенсио.
- Рамон Завала.
- Бонавентура Агиерре.
- Хуан Баутиста Зубияга.
- Франсиско Болоньези.
- Игнасио Мариатеги и Теллерия.
- Нарцисо де ла Колина Руби.
- Мигель Грау.
- Камило Каррилло Мартинес.
- Мигель Эмилио Луна.